# Charlie Haden
Charles Edward "Charlie" Haden (ngày 6 tháng 8 năm 1937 – ngày 11 tháng 7 năm 2014) là một nhạc công contrabass, bandleader, nhà soạn nhạc jazz và giáo viên người Mỹ. Ông là một cộng tác viên lâu dài của nhạc công saxophone Ornette Coleman, nhạc công piano Keith Jarrett, dàn nhạc Liberation Music Orchestra, và ban nhạc mà ông thành lập năm 1980, Quartet West.

## Đĩa nhạc

### Với vai trò thủ lĩnh
- As Long as There's Music cùng Hampton Hawes (rec. 1976, Artists House, 1978)
- Closeness (cùng Ornette Coleman, Keith Jarrett, Alice Coltrane & Paul Motian) (Horizon, 1976)
- The Golden Number (Horizon, 1977)
- Gitane cùng Christian Escoudé (All Life, 1978)
- Magico cùng Jan Garbarek và Egberto Gismonti (ECM, 1979)
- Folk Songs cùng Jan Garbarek và Egberto Gismonti (ECM, 1979)
- Magico: Carta de Amor cùng Jan Garbarek và Egberto Gismonti (rec. 1981, ECM, 2012)
- Time Remembers One Time Once cùng Denny Zeitlin (ECM, 1981)
- Etudes cùng Geri Allen và Paul Motian (Soul Note, 1987)
- Silence cùng Chet Baker, Enrico Pieranunzi và Billy Higgins (Soul Note, 1987)
- In Montreal cùng Egberto Gismonti (rec. 1989, ECM, 2001)
- First Song cùng Enrico Pieranunzi and Billy Higgins (rec. 1990, Soul Note, 1992)
- Dialogues cùng Carlos Paredes (Antilles, 1990)
- Steal Away cùng Hank Jones (Verve, 1995)
- Night and the City cùng Kenny Barron (Verve, 1996)
- Beyond the Missouri Sky (Short Stories) cùng Pat Metheny (Verve, 1997)
- None But the Lonely Heart cùng Chris Anderson (Naim, 1997)
- Nocturne cùng Gonzalo Rubalcaba (Verve, 2001)
- American Dreams cùng Michael Brecker (Verve, 2002)
- Land of the Sun cùng Gonzalo Rubalcaba (Verve, 2004)
- Nightfall cùng John Taylor (Naim, 2004)
- Heartplay cùng Antonio Forcione (Naim, 2006)
- Rambling Boy (Decca, 2008)
- Come Sunday cùng Hank Jones (EmArcy, 2012)

The Montreal Tapes
- The Montreal Tapes: Tribute to Joe Henderson (rec. 1989, Verve, 2004)
- The Montreal Tapes: with Geri Allen and Paul Motian (rec. 1989, Verve, 1997)
- The Montreal Tapes: with Don Cherry and Ed Blackwell (rec. 1989, Verve, 1994)
- The Montreal Tapes: with Gonzalo Rubalcaba and Paul Motian (rec. 1989, Verve, 1997)
- The Montreal Tapes: with Paul Bley and Paul Motian (rec. 1989, Verve, 1994)
- The Montreal Tapes: Liberation Music Orchestra (rec. 1989, Verve, 1997)

the Liberation Music Orchestra
- Liberation Music Orchestra (Impulse!, 1969)
- The Ballad of the Fallen (ECM, 1982)
- Dream Keeper (Blue Note, 1990)
- Not in Our Name (Verve, 2005)

Old and New Dreams
- Old and New Dreams (Black Saint, 1976)
- Old and New Dreams (ECM, 1979)
- Playing (ECM, 1980)
- A Tribute to Blackwell (Black Saint, 1987)

Quartet West
- Quartet West (Verve, 1987)
- In Angel City (Verve, 1988)
- The Private Collection (rec. 1987-88, Naim, 2007)
- Haunted Heart (Verve, 1991)
- Always Say Goodbye (Verve, 1993)
- Now Is the Hour (Verve, 1996)
- The Art of the Song (Verve, 1999)
- Sophisticated Ladies cùng Diana Krall, Melody Gardot, Norah Jones, Cassandra Wilson, Renée Fleming and Ruth Cameron (EmArcy, 2010)

### Với vai trò sideman
Cùng Geri Allen and Paul Motian
- In the Year of the Dragon (JMT, 1989)
- Segments (DIW, 1989)
- Live at the Village Vanguard (DIW, 1990)

Cùng Ray Anderson
- Every One of Us (Gramavision, 1992)

Cùng Ginger Baker và Bill Frisell
- Going Back Home (Atlantic, 1994)
- Falling Off the Roof (Atlantic, 1996)

Cùng Gato Barbieri
- The Third World (Flying Dutchman, 1969)

Cùng Kenny Barron
- Wanton Spirit cùng Roy Haynes (1994)

Cùng Beck
- Odelay (DGC, 1994)

Cùng Carla Bley
- Escalator over the Hill (JCOA, 1971)
- Musique Mecanique (Watt, 1978)

Cùng Paul Bley
- Solemn Meditation (GNP Crescendo, 1958)
- Live at the Hilcrest Club 1958 (rec. 1958, Inner City, 1976)
- Coleman Classics Volume 1 (rec. 1958, Improvising Artists, 1977)
- Memoirs (Soul Note, 1990)

Cùng Jane Ira Bloom
- Mighty Lights (Enja, 1982)

Cùng Dušan Bogdanović
- Early to Rise (Palo Alto, 1983)

Cùng Charles Brackeen
- Rhythm X (Strata-East, 1973)

Cùng Michael Brecker
- Michael Brecker (Impulse!, 1987)
- Don't Try This at Home (Impulse!, 1988)
- Nearness of You: The Ballad Book (Verve, 2000)

Cùng Gavin Bryars
- Farewell to Philosophy (Point, 1995)

Cùng Henry Butler
- Fivin' Around (Impulse!, 1986)

Cùng Ruth Cameron
- First Songs (Polygram, 1997)
- Road House (Verve, 1999)

Cùng Don Cherry
- Relativity Suite (JCOA, 1973)
- Brown Rice (EMI, 1975)
- Art Deco (A&M, 1988)

Cùng Ornette Coleman
- The Shape of Jazz to Come (Atlantic, 1959)
- Change of the Century (Atlantic, 1959)
- This Is Our Music (Atlantic, 1960)
- The Art of the Improvisers (rec. 1959-60, Atlantic, 1970)
- To Whom Who Keeps a Record (rec. 1959-60, Atlantic, 1975)
- Free Jazz: A Collective Improvisation (Atlantic, 1961)
- Ornette! (Atlantic, 1961)
- The Empty Foxhole (Blue Note, 1966)
- Ornette at 12 (Impulse!, 1969)
- Crisis (Impulse!, 1969)
- Friends and Neighbors: Live at Prince Street (Flying Dutchman, 1970)
- Science Fiction (Columbia, 1971)
- Broken Shadows (Columbia, 1971)
- Soapsuds, Soapsuds (Artists House, 1971)
- In All Languages (Caravan of Dreams Productions, 1987)

Cùng Alice Coltrane
- Journey in Satchidananda (Impulse!, 1971) - on one track, "Isis and Osiris"
- John Coltrane: Infinity (Impulse!, 1972)
- Eternity (Warner, 1975)
- Translinear Light (Impulse!, 2004)

Cùng John Coltrane
- The Avant-Garde cùng Don Cherry (Atlantic, 1960)

Cùng James Cotton
- Deep in the Blues (Verve, 1995)

Cùng Robert Downey Jr.
- The Futurist (Sony, 2004)

Cùng Dizzy Gillespie
- Rhythmstick (1990)

Cùng Jim Hall
- Charlie Haden Jim Hall (Impulse, 2014) / live in Montreal, July 1990

Cùng Tom Harrell
- Form (Contemporary, 1990)

Cùng Joe Henderson
- The Elements (Milestone, 1973)
- An Evening cùng Joe Henderson (Red, 1987)
- The Standard Joe (Red, 1991)

Cùng Fred Hersch
- Sarabande (Sunnyside, 1986)

Cùng Laurence Hobgood
- When the Heart Dances (Naim Jazz, 2008)

Cùng Mark Isham
- Songs My Children Taught Me (Windham Hill, 1991)

Cùng Keith Jarrett
- Life Between the Exit Signs (Votrex, 1967)
- Somewhere Before (Atlantic, 1968)
- The Mourning of a Star (Atlantic, 1971)
- El Juicio (The Judgement) (Atlantic, 1971)
- Birth (Atlantic, 1971)
- Expectations (Columbia, 1971)
- Hamburg '72 (ECM, 1972 [2014])
- Fort Yawuh (Impulse!, 1973)
- Treasure Island (Impulse!, 1974)
- Death and the Flower (Impulse!, 1974)
- Backhand (Impulse!, 1974)
- Arbour Zena (ECM, 1975)
- Mysteries (Impulse!, 1975)
- Shades (Impulse!, 1976)
- The Survivors' Suite (ECM, 1977)
- Byablue (Impulse!, 1977)
- Bop-Be (Impulse!, 1977)
- Eyes of the Heart (ECM, 1979)
- Jasmine (ECM, 2010)
- Last Dance, (ECM, 2014)

Cùng Rickie Lee Jones
- Pop Pop (Geffen, 1991)

Cùng Lee Konitz và Brad Mehldau
- Alone Together (Blue Note, 1996)
- Another Shade of Blue (Blue Note, 1997)
- Live at Birdland (ECM, 2011) cùng Paul Motian

Cùng David Liebman
- Sweet Hands (Horizon, 1975)

Cùng Abbey Lincoln
- The World Is Falling Down (Verve, 1990)
- You Gotta Pay the Band (Verve, 1991)
- A Turtle's Dream (Verve, 1994)

Cùng Joe Lovano
- Universal Language (Blue Note, 1992)

Cùng Michael Mantler
- The Jazz Composer's Orchestra (JCOA, 1968)

Cùng Adam Makowicz
- Naughty Baby (RCA Novus, 1987)

Cùng Harvey Mason
- With All My Heart (RCA, 2004)

Cùng John McLaughlin
- My Goal's Beyond (Douglas, 1970)

Cùng Helen Merrill
- You and the Night and the Music (Verve, 1998)

Cùng Pat Metheny
- 80/81 (ECM, 1980)
- Rejoicing (ECM, 1984)
- Song X cùng Ornette Coleman (Geffen, 1986)
- Secret Story (Geffen, 1992)

Cùng Mingus Dynasty
- Chair in the Sky (Elektra, 1980)

Cùng Paul Motian
- Conception Vessel (ECM, 1972)
- Tribute (ECM, 1974)
- On Broadway Volume 1 (JMT, 1988)
- On Broadway Volume 2 (JMT, 1989)
- On Broadway Volume 3 (JMT, 1991)

Cùng Bheki Mseleku
- Star Seeding (Polygram, 1995)

Cùng Yoko Ono
- Yoko Ono/Plastic Ono Band (Apple, 1970)

Cùng Joe Pass
- 12-string Guitar Movie Themes (World Pacific, 1964)

Cùng Art Pepper
- Living Legend (Contemporary, 1975)
- So in Love (Artists House, 1979)
- Art 'n' Zoot cùng Zoot Sims (Pablo, 1981)

Cùng Enrico Pieranunzi
- Fellini Jazz (Cam Jazz, 2003)
- Special Encounter (Cam Jazz, 2005)

Cùng Dewey Redman
- Soundsigns (Galaxy, 1978)

Cùng Joshua Redman
- Wish (Warner, 1993)

Cùng Gonzalo Rubalcaba
- Discovery - Live at Montreux (Blue Note, 1990)
- The Blessing (Blue Note, 1991)
- Suite 4 Y 20 (Blue Note, 1992)
- Imagine (Blue Note, 1994)

Cùng Roswell Rudd
- Everywhere (Impulse!, 1966)
- Numatik Swing Band (JCOA, 1973)

Cùng Pee Wee Russell và Henry "Red" Allen
- The College Concert (Impulse!, 1966)

Cùng Dino Saluzzi
- Once Upon a Time – Far Away in the South (ECM, 1985)

Cùng David Sanborn
- Another Hand (Elektra, 1991)

Cùng John Scofield
- Time on My Hands (Blue Note, 1989)
- Grace Under Pressure (Blue Note, 1991)

Cùng Archie Shepp
- Mama Too Tight (Impulse!, 1967)

Cùng Alan Shorter
- Orgasm (Verve, 1968)

Cùng Nana Simopoulos
- Wings and Air (Enja, 1986)

Cùng Wadada Leo Smith
- Divine Love (ECM, 1978)

Cùng Ringo Starr
- Ringo Rama (2003)[1]

Cùng Masahiko Togashi
- Session in Paris (Take One, 1979)

Cùng Denny Zeitlin
- Carnival (Columbia, 1964)
- Live at the Trident (Columbia, 1965)
- Zeitgeist (Columbia, 1967)
- Tidal Wave (Quicksilver, 1983)